# Spectrophistes
Spectrophistes is een geslacht van rechtvleugeligen uit de familie veldsprinkhanen (Acrididae). De wetenschappelijke naam van dit geslacht is voor het eerst geldig gepubliceerd in 1994 door Key.

## Soorten
Het geslacht Spectrophistes  is monotypisch en omvat slechts de volgende soort:
- Spectrophistes mirabilis (Key, 1994)